# Uladzimir Chvaščynski
Ulazdimir Aljaksandravič Chvaščynski (in bielorusso Уладзімір Аляксандравіч Хвашчынскі?; traslitterazione anglosassone: Uladzimir Khvashchynski; Babrujsk, 10 maggio 1990) è un calciatore bielorusso, attaccante dell'Islač.

## Caratteristiche tecniche
Seconda punta, può adattarsi come ala sinistra e come unica punta.

## Carriera

### Club
Ha giocato nella prima divisione bielorussa.

### Nazionale
Ha partecipato agli Europei Under-21 del 2011 ed ai Giochi Olimpici del 2012. Tra il 2012 ed il 2013 ha segnato una rete in 4 presenze nella nazionale maggiore bielorussa.

## Statistiche

### Cronologia presenze e reti in nazionale
| Cronologia completa delle presenze e delle reti in nazionale ― Bielorussia | Cronologia completa delle presenze e delle reti in nazionale ― Bielorussia | Cronologia completa delle presenze e delle reti in nazionale ― Bielorussia | Cronologia completa delle presenze e delle reti in nazionale ― Bielorussia | Cronologia completa delle presenze e delle reti in nazionale ― Bielorussia | Cronologia completa delle presenze e delle reti in nazionale ― Bielorussia | Cronologia completa delle presenze e delle reti in nazionale ― Bielorussia | Cronologia completa delle presenze e delle reti in nazionale ― Bielorussia |
| Data                                                                       | Città                                                                      | In casa                                                                    | Risultato                                                                  | Ospiti                                                                     | Competizione                                                               | Reti                                                                       | Note                                                                       |
| -------------------------------------------------------------------------- | -------------------------------------------------------------------------- | -------------------------------------------------------------------------- | -------------------------------------------------------------------------- | -------------------------------------------------------------------------- | -------------------------------------------------------------------------- | -------------------------------------------------------------------------- | -------------------------------------------------------------------------- |
| 14-11-2012                                                                 | Gerusalemme                                                                | Israele                                                                    | 1 – 2                                                                      | Bielorussia                                                                | Amichevole                                                                 | -                                                                          | 89’                                                                        |
| 6-2-2013                                                                   | Minsk                                                                      | Bielorussia                                                                | 1 – 1                                                                      | Ungheria                                                                   | Amichevole                                                                 | -                                                                          | 78’                                                                        |
| 21-3-2013                                                                  | Amman                                                                      | Giordania                                                                  | 1 – 0                                                                      | Bielorussia                                                                | Amichevole                                                                 | -                                                                          | 67’                                                                        |
| 25-3-2013                                                                  | Doha                                                                       | Bielorussia                                                                | 2 – 0                                                                      | Canada                                                                     | Amichevole                                                                 | 1                                                                          | 81’                                                                        |
| 17-11-2022                                                                 | Dubai                                                                      | Siria                                                                      | 0 – 1                                                                      | Bielorussia                                                                | Amichevole                                                                 | -                                                                          | 77’                                                                        |
| 20-11-2022                                                                 | Dubai                                                                      | Oman                                                                       | 2 – 0                                                                      | Bielorussia                                                                | Amichevole                                                                 | -                                                                          | 81’                                                                        |
| 25-3-2023                                                                  | Novi Sad                                                                   | Bielorussia                                                                | 0 – 5                                                                      | Svizzera                                                                   | Qual. Euro 2024                                                            | -                                                                          | 11’ 61’                                                                    |
| 28-3-2023                                                                  | Bucarest                                                                   | Romania                                                                    | 2 – 1                                                                      | Bielorussia                                                                | Qual. Euro 2024                                                            | -                                                                          | 45’                                                                        |
| Totale                                                                     |                                                                            | Presenze                                                                   | 8                                                                          |                                                                            | Reti                                                                       | 1                                                                          |                                                                            |

## Palmarès

### Club

#### Competizioni nazionali
- Campionato bielorusso: 2

Dinamo Minsk: 2023, 2024